# Hansjörg Schnegg
Hansjörg Schnegg (* 20. Jahrhundert) ist ein deutscher Brauwissenschaftler.

## Leben
Schnegg legte im Dezember 1967 an der Fakultät für Brauwissenschaften der Technischen Hochschule München seine Promotionsschrift unter dem Titel "Die Trocknung der Kartoffel unter besonderer Berücksichtigung der Gefriertrocknung" vor.
Ab Dezember 1995 war er Vizepräsident des deutschen Bundespatentgerichts. Zum 1. Februar 2004 trat er in den Ruhestand und in einer Feststunde am 5. Mai 2004 wurden seine Verdienste seitens des Staatssekretärs im Justizministerium Hansjörg Geiger gewürdigt.